# Alcoleja
Alcoleja, o també Alcoleja d'Aitana, és una població del País Valencià a la comarca del Comtat.

## Geografia
Poble típicament de muntanya, es troba molt a prop de l'accident geogràfic més elevat de les comarques del sud: la serra d'Aitana. De fet moltes excursions que recorren esta serra partixen d'esta localitat: a banda d'Aitana, es pot anar fins a la Font de la Forata, els cims del Partagat i el port de Tagarina. El seu terme municipal és agrest i s'hi sol practicar la caça i la recol·lecció de bolets a l'hivern. Hi ha el port de Tudons a 1.200 m. d'altitud. El seu terme té 14,6 km².

## Història

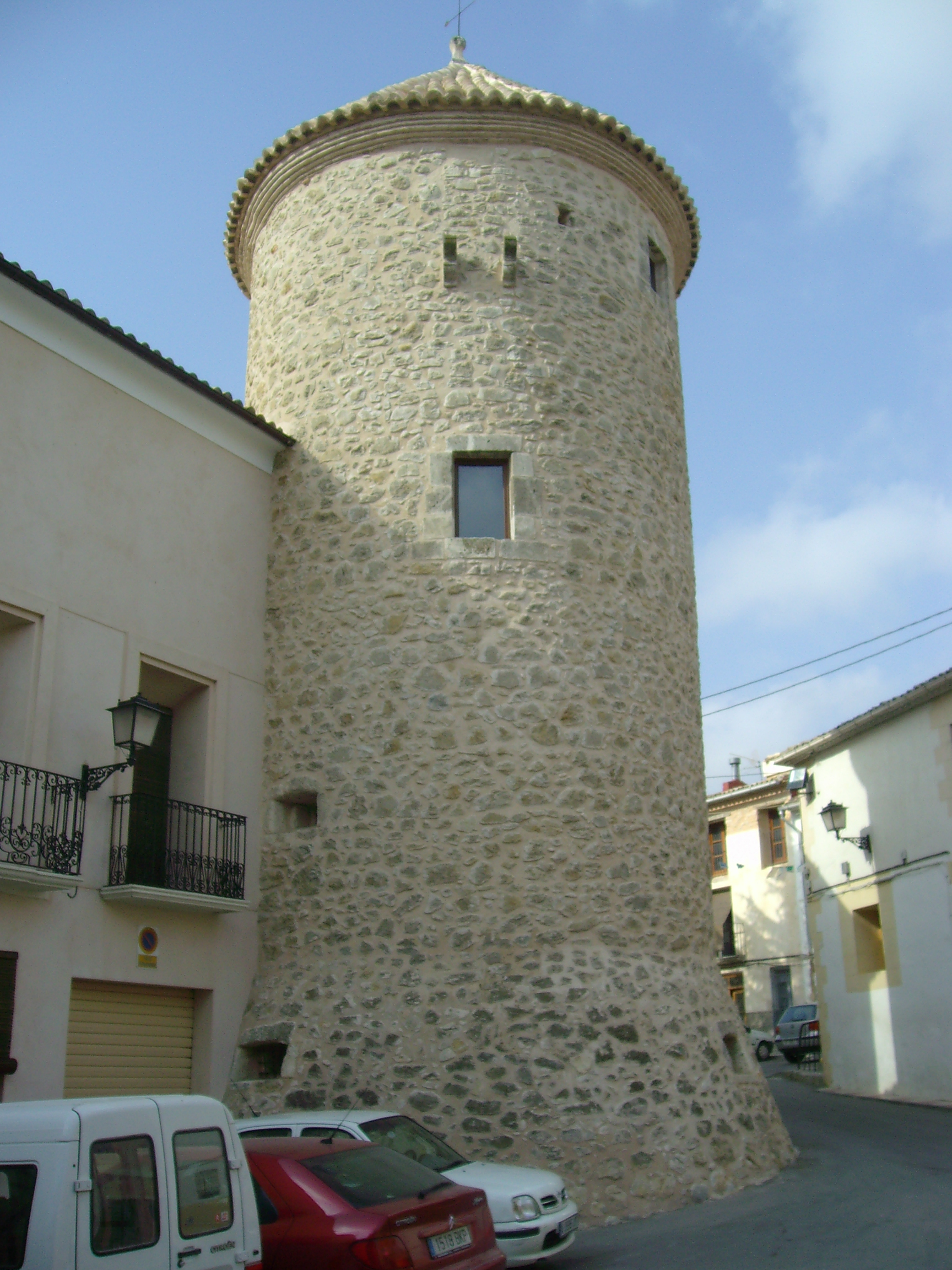
Torre del Marqués de Malferit.

En els seus orígens fou un poblat morisc, el qual estava integrat per deu famílies el 1563. La parròquia es trobava adscrita a la de Penàguila fins que, el 1535, es va separar just amb Benasau, Benigama, Beniata i Ares del Bosc per a formar la nova parròquia d'Ares. Va ser el 1574 quan es va constituir en parròquia independent.
La vila encara conserva el palau dels marquesos de Malferit, que van ser senyors d'Alcoleja, amb una magnífica torre cilíndrica amb sostre cònic, de teula mora i escut d'armes nobiliari adossat a la mateixa torre.

## Economia
La població dedicada exclusivament a l'explotació agrícola ha vist minvar el nombre d'habitants (alcoletjans) des del 1900, abastant els majors índexs d'emigració cap a Alcoi i els nuclis industrials més propers, en la dècada dels 60.

## Festes
Les Festes Majors se celebren la darrera setmana d'agost festejant a Sant Vicent Ferrer i a la Verge dels Desemparats; el moment més important és el Càntic de l'Aurora. Altres festes són les que celebren "Els Fadrins" la segona setmana de maig i que consistixen a anar en romeria fins a la pedania de Beniafé el diumenge.

## Demografia
Alcoleja té 194 habitants (INE 2016).
La població porta presentant un patró de despoblació continu des dels últims 150 anys.
| Población | 998 | 907 | 964 | 942 | 873 | 822 | 785 | 768 | 867 | 445 | 346 | 301 | 257 | 213 | 211 | 193 |

## Política i govern

### Alcaldia
Des de 2007 l'alcalde d'Alcoleja és Francisco Miguel Fenollar Iváñez del Partit Socialista del País Valencià (PSPV).
| Període                       | Alcalde o alcaldessa             | Partit polític | Data de possessió | Observacions |
| ----------------------------- | -------------------------------- | -------------- | ----------------- | ------------ |
| 1979–1983                     | José Ramón García Escolano       | UCD            | 19/04/1979        | --           |
| 1983–1987                     | José Oltra Ivorra                | AP-PDP-UL-UV   | 28/05/1983        | --           |
| 1987–1991                     | José Oltra Ivorra                | AP             | 30/06/1987        | --           |
| 1991–1995                     | Trinidad Teresa Ivorra Domínguez | PP             | 15/06/1991        | --           |
| 1995–1999                     | Trinidad Teresa Ivorra Domínguez | PP             | 17/06/1995        | --           |
| 1999–2003                     | Rafael Venancio Ripoll Catalá    | PP             | 03/07/1999        | --           |
| 2003–2007                     | Francisco Rogelio Gadea Lloret   | PSPV-PSOE      | 14/06/2003        | --           |
| 2007–2011                     | Francisco Miguel Fenollar Iváñez | PSPV-PSOE      | 16/06/2007        | --           |
| 2011–2015                     | Francisco Miguel Fenollar Iváñez | PSPV-PSOE      | 11/06/2011        | --           |
| 2015–2019                     | Francisco Miguel Fenollar Iváñez | PSPV-PSOE      | 13/06/2015        | --           |
| 2019-2023                     | Francisco Miguel Fenollar Iváñez | PSPV-PSOE      | 15/06/2019        | --           |
| Des de 2023                   | n/d                              | n/d            | 17/06/2023        | --           |
| Fonts: Generalitat Valenciana |                                  |                |                   |              |

### Eleccions municipals de 2015
| Candidatura | Candidatura                               | Cap de llista                    | Vots | Regidors | % vots |
| ----------- | ----------------------------------------- | -------------------------------- | ---- | -------- | ------ |
|             | Partit Socialista del País Valencià       | Francisco Miguel Fenollar Iváñez | 86   | 4        | 55,48  |
|             | Partit Popular de la Comunitat Valenciana | José Luis Almarcha Baldo         | 53   | 1        | 34,19  |

## Llocs d'interès
Dins del poble hi ha un nucli medieval format per les restes del Palau del Marqués de Malferit, des d'on hi ha una panoràmica privilegiada al pic d'Aitana.